# Шеин, Мартин Ильич
Мартин Ильич Шеин (1712—1762) — российский медик; главный лекарь Санкт-Петербургского адмиралтейского госпиталя; переводчик, художник-иллюстратор («рисовальных дел мастер» петербургского, а затем кронштадтского госпиталей).

## Биография
Мартин Шеин родился в 1712 году. Получил первоначальное образование в семинарии Феофана Прокоповича, по окончании курса в которой был отослан в медицинскую канцелярию для определения на службу. 
Так как Шеин хорошо рисовал, в 1738 году его определили учителем по рисованию сперва в Санкт-Петербургский адмиралтейский, а затем в Кронштадтский госпитали. Анатомические и ботанические рисунки так заинтересовали его, что он решил учиться медицине и в особенности анатомии. Через 2 года Шеин явился на экзамен и в 1741 году был признан достойным подлекарского звания, причем он отличился не только своими успехами в науках, но и чистотой и изяществом своих анатомических работ. 
В 1745 году Шеин был произведен в лекари, оставшись, однако, и мастером рисования в том же госпитале. Отказавшись впоследствии от этой должности, он занялся переводами учебников по различным отраслям медицинских наук, чем в значительной степени обогатил бедную в то время русскую медицинскую литературу. 
Из переведенных им книг напечатаны: 1) «Лаврентия Гейстера в Гелмстадтском Университете профессора, Цесарской и Берлинской Академии и лондонского ученого собрания члена сокращенная анатомия, все дело анатомическое кратко в себе заключающая. Переведена с латинского языка на российский СПб. адмиралтейской Гошпитали Главным лекарем Мартином Шеиным. Напеч. при И. А. Н. 1757 г.». и 2) «Иоганна Захария Платнера доктора и проф. медицины в Лейпциге основательные наставления хирургические, медицинские и рукопроизводные в пользу учащимся с прибавлением к тому изобретенных инструментов или орудий и других вещей к лекарскому искусству принадлежащих, перев. с лат. яз. на рос. с.-петерб. адмиралт. гошпитали штаб-лекарем Мартином Шеиным. СПб. при И. А. Н. 1761». За эти две книги, посвященные сенату и печатавшиеся, по представлению лейб-медика и директора медицинской канцелярии П. З. Кондоиди, на казенный счет, Шеин получил звание штаб-лекаря. 
Им также были сделаны переводы Барбе «Хирургия» и Джексона «Enchiridium medicum», но они при жизни Шеина напечатаны не были.
Мартин Ильич Шеин умер 27 июля 1762 года.